# Thirds
Thirds è il terzo album in studio del gruppo musicale statunitense James Gang, pubblicato nel 1971.

## Tracce
Side 1
1. Walk Away (Joe Walsh) – 3:32
2. Yadig? (Peters, Fox, Walsh) – 2:30
3. Things I Could Be (Fox) – 4:18
4. Dreamin' In The Country (Peters) – 2:57
5. It's All The Same (Walsh) – 4:10

Side 2
1. Midnight Man (Walsh) – 3:28
2. Again (Walsh) – 4:04
3. White Man/Black Man (Peters) – 5:39
4. Live My Life Again (Fox) – 5:26

## Formazione
- Joe Walsh - chitarra, pedal steel guitar, voce, piano elettrico, piano acustico, effetti, organo
- Dale Peters - basso, voce, vibrafono
- Jim Fox - batteria, voce, percussioni, organo, piano